# John Miles (musiker)
John Miles, född som John Errington den 23 april 1949 i Jarrow i Tyne and Wear (i dåvarande County Durham), död 5 december 2021 i Newcastle, var en brittisk sångare, gitarrist, keyboardist och låtskrivare. Miles slog igenom på 1970-talet med albumet Rebel och hitsingeln "Music". Flera av Miles första album producerades av Alan Parsons, och han medverkade i gengäld som sångare på flera låtar med The Alan Parsons Project.

## Biografi
Under 1970-talet gavs det ut fyra John Miles-album, varav det första var 1976 års Rebel. Denna innehöll den långa, symfoniskt arrangerade "Music", som blev en hitsingel och innebar Miles genombrott. Därefter följde 1977 års Stranger in the City och Zaragon året därpå. Miles hade dock störst framgångar med sina singlar, och i Storbritannien nådde han framgångar även med "Highfly" (1975), "Remember Yesterday" (1976) och "Slow Down" (1977). De flesta av hans låtar skrevs ihop med Bob Marshall, den fasta basisten i John Miles band.
Från 1985 deltog Miles nästan årligen i Night of the Proms, en konsertserie med olika artister som turnerar runt stora delar av centrala och västra Europa. 2012 besökte Miles och konsertturnén även Sverige.
Miles började 1987 turnera med Tina Turner och hoppade ofta in som ersättare till Bryan Adams för bland annat sångduetter på scen.

## Diskografi

### Studioalbum
- 1976 – Rebel
- 1977 – Stranger in the City
- 1978 – Zaragon
- 1979 – More Miles Per Hour
- 1980 – Sympathy
- 1981 – Miles High
- 1983 – Play On
- 1985 – Transition
- 1993 – Upfront
- 1999 – Tom and Catherine

### Livealbum
- 1992 – John Miles Live in Concert
- 2009 – The Best of John Miles at the Night of the Proms

### Singlar
- 1975 – "Highfly"
- 1976 – "Music"
- 1976 – "Slow Down"
- 1976 – "Remember Yesterday"
- 1976 – "Manhattan Skyline"
- 1978 – "No Hard Feelings"
- 1979 – "Can't Keep a Good Man Down"
- 1979 – "Oh Dear"
- 1979 – "(Don't Give me Your) Sympathy"
- 1981 – "Turn Yourself Loose"
- 1981 – "Reggae Man"
- 1983 – "The Right to Sing"
- 1983 – "Song for You"
- 1985 – "Blinded"
- 1985 – "I Need Your Love"
- 1993 – "One More Day Without Love"
- 1993 – "What Goes Around"
- 1994 – "Oh How the Years Go By"